# Hubertella
Hubertella is een geslacht van spinnen uit de familie hangmatspinnen (Linyphiidae).

## Soorten
De volgende soorten zijn bij het geslacht ingedeeld:
- Hubertella orientalis (Georgescu, 1977)
- Hubertella thankurensis (Wunderlich, 1983)